# Мелиси (дем Гревена)
Вижте пояснителната страница за други значения на Мелиси.
Мелиси или Пляса (на гръцки: Μελίσσι, до 1928 година Πλέσια, Плесия) е село в Гърция, дем Гревена, административна област Западна Македония.

## География
Селото се намира на километър южно от Агии Теодори, на десния бряг на Бистрица (Алиакмонас).

## История

### В Османската империя
Към 1900 година според статистиката на Васил Кънчов („Македония. Етнография и статистика“) Пляса (Плисия) има 147 жители гърци християни.
На Етнографската карта на Битолския вилает на Картографския институт в София от 1901 година Пляса е чисто гръцко село в Гревенската каза на Серфидженския санджак с 20 къщи.
Според статистика на Серфидженския санджак на гръцкото консулство в Еласона от 1904 година в Плесия (Πλέσια), Гревенска каза, живеят 70 гърци елинофони християни.

### В Гърция
През Балканската война в 1912 година в селото влизат гръцки части и след Междусъюзническата в 1913 година Пляса влиза в състава на Кралство Гърция. В 1928 година името на селото е сменено на Мелиси.
След изграждането на Агии Теодори, жителите на Мелиси се преселват в него.
| Година    | 1913 | 1920 | 1928 | 1940 | 1951 | 1961 | 1971 | 1981 | 1991 | 2001 | 2011 | 2021 |
| --------- | ---- | ---- | ---- | ---- | ---- | ---- | ---- | ---- | ---- | ---- | ---- | ---- |
| Население | 21   | 24   | 202  | 294  | 477  | 82   | 62   | 0    | 0    | 0    |      |      |